# Jean-Pierre Balmer
Pour les articles homonymes, voir Balmer.
Jean-Pierre Balmer (né en 1952 et mort en octobre 2023 à 71 ans) est un pilote automobile suisse, engagé en rallyes automobiles.
Son fils, Alexandre Balmer, est coureur cycliste professionnel.

## Biographie
Jean-Pierre Balmer a participé au championnat national de 1979 (Porsche Carrera) à 1986 (Lancia 037), avec pour copilotes Vermot (1979), puis W.Freiburghaus (1980), Eckert (1981), Cavalli (1982), Fragnière (1983), et enfin Indermuelhe (1984 à 1986).
(Raymond Balmer[Qui ?] a également participé au championnat national de 1973 à 1977, sur Morris Cooper 1275 GT (écurie R.C. Court), avec Daniel Vuillemier, puis Roethlisberger pour copilotes) (3es avec Roethlisberger en 1974, et vainqueurs alors du Rallye 333).

## Palmarès de Jean-Pierre Balmer

### Titres
- Triple Champion de Suisse des Rallyes (avec) : 
  - 1980, sur Porsche 911 SC (copilote W.Freiburghaus) ;
  - 1982, sur Opel Ascona 400 (copilote Cavalli ; ex-aequos avec André Savary en nombre de points) ;
  - 1986, sur Lancia Rally 037 (copilote Indermuelhe) ;
  - Vice-champion de Suisse des rallyes : 1984 (sur Opel Manta 400 ; copilote Indermuelhe) ;
  - 3e en 1981, 1983, et 1985 (avec Eckert, puis Fragnière, sur Opel Ascona 400, et enfin Indermuelhe sur Lancia 037).

### 14 victoires en championnat suisse
- Critérium Jurassien : 1982, 1984 et 1986 ;
- Rallye 13 Étoiles : 1982 ;
- Rallye des Alpes Vaudoises : 1982, 1985 et 1986 ;
- Rallye de Reichstadt : 1982 et 1984 ;
- Rallye de Gotthard : 1982 ;
- Rallye de Saint-Cergue : 1985 et 1986 ;
- Rallye de Court : 1985 ;
- Rallye della Lana : 1986.

### Places d'honneurs nationales
- 2e du rallye de Court 1979, 1984 et 1986 ;
- 2e du rallye des neiges 1981 ;
- 2e du rallye della lana 1982 ;
- 2e du critérium neuchâtelois 1983 ;
- 2e du rallye des Alpes vaudoises 1983 ;
- 2e du rallye de Sallanches 1984 ;
- 2e du rallye de Saint-Cergue 1984 ;
- 2e du critérium Jurassien 1985 ;
- 2e du rallye de Lugano 1985 et 1986.